# Ursynów (stacja metra)
Ursynów – stacja pierwszej linii metra w Warszawie zlokalizowana przy zbiegu: al. Komisji Edukacji Narodowej, ul. Surowieckiego i ul. Beli Bartoka.

## Opis stacji
Budowa stacji rozpoczęła się w lipcu 1983. Nazwa stacji została nadana uchwałą Rady Narodowej m.st. Warszawy 16 grudnia 1983.
Stacja jednokondygnacyjna, dwunawowa, z jednym rzędem słupów pośrodku peronu. Peron-wyspa ma szerokość 11 m i długość 120 m. Stacja jest utrzymana w kolorach czerwono-pomarańczowo-brązowym. Na powierzchnię prowadzą schody, dwie pochylnie dla niepełnosprawnych koło ul. Surowieckiego oraz winda zlokalizowana na al. Komisji Edukacji Narodowej. Na terenie stacji znajdują się niewielkie punkty handlowe, bankomaty oraz toalety.
Stacja przystosowana jest do pełnienia w razie konieczności funkcji schronu dla ludności cywilnej. Służą temu m.in. grube stalowe drzwi znajdujące się przy każdym wejściu na teren stacji.
W 2023 roku ceramiczna okładzina zatorowa stacji oraz ceramiczna okładzina dojść do wind na poziomie peronu zostały wpisane do rejestru zabytków ruchomych.